# Hypericum somaliense
Hypericum somaliense är en johannesörtsväxtart som beskrevs av N. Robson. Hypericum somaliense ingår i släktet johannesörter, och familjen johannesörtsväxter. Inga underarter finns listade i Catalogue of Life.